# 尧陵 (临汾)
尧陵，又称尧帝陵，是三皇五帝中尧的陵寝。位于山西省临汾市尧都区东部山区，大阳镇岳壁村以东3公里左右，太平村以南2公里左右，涝河北岸，距临汾市区以东30公里。

## 历史
尧陵的始建年代不详，唐显庆三年（658年），金泰和二年（1202年），明成化十七年（1481），嘉靖十八年（1539），清雍正、乾隆年间，民国时期，均曾修葺尧陵。历代帝王来尧陵祭祀帝尧。

## 建筑
尧陵高50米，周长330米。有碑谒18通。

## 保护
1960年，临汾县竖立了文物古迹保护标志。
2006年5月25日，尧陵公布为第六批全国重点文物保护单位，编号6-449。2007年，临汾市政府启动尧陵修复工程，除恢复原有建筑，还新增了华表、牌坊、赤龙琉璃影壁，和祭祀大殿—国祖殿等，打造尧帝陵景区，规划面积达10平方公里。